# كالفين كينغسلي
كالفين كينغسلي (بالإنجليزية: Calvin Kingsley)‏ هو قسيس ورياضياتي أمريكي، ولد في 8 سبتمبر 1812 في Annsville, New York ‏ في الولايات المتحدة، وتوفي في 6 أبريل 1870 في بيروت في لبنان.